# 御嶽神社 (久喜市南)
御嶽神社（おんたけじんじゃ）は、埼玉県久喜市南1丁目457に所在する神社である。

## 概要
久喜地区での御嶽神社は、1887年（明治20年）に南埼玉郡久喜本町（明治合併後、南埼玉郡久喜町大字久喜本字荒鎌）に祀られたのが始まりであり、大字久喜新字新町の御嶽神社（今日の南1丁目の御嶽神社）は1894年（明治27年）より現在地に祀られるようになった。この御嶽神社は愛宕神社の境外社となっている。
行事として初山参りが毎年7月1日に行われている。初山参りとは子供の無病息災を祈る行事であり、前年の初山以後に生まれた子供を男女の別なく連れて行き、お参りをするというものである。初山参りはこの御嶽神社の他、幸手市の浅間神社でも行われており、そちらに参拝しに行くこともある。
境内施設として本殿に相当する小山、小山に植樹されている木々、鳥居、御嶽山遊園（公園）、滑り台、ベンチ、ブランコ、ジャングルジム、新二会館、志ん二山車庫（提燈祭りの山車の倉庫）、桜の木、「御嶽神社」と彫られた石碑（山頂に所在）、「御嶽山遊園地拡張記念」と彫られた石碑、「御嶽山建築寄附連名表」と彫られた石碑、「御嶽神社増設敷地寄附連名」と彫られた石碑、「一守護神大権現」と彫られた石碑、「先達」と彫られた石碑、「久喜町 第一 第二 耕地整理記念碑」と彫られた石碑などである。

## 市内の御嶽神社
- 御嶽神社 (久喜市本町) - 本町1丁目に所在。